# I Musici de Montréal
I Musici de Montréal é uma orquestra de câmara do Canadá.

## História
Fundada pelo celista e maestro Yuli Turovsky, a orquestra composta por 15 músicos que apresentam um vasto repertório, desde o barroco até o contemporâneo. A orquestra apresenta aproximadamente 100 concertos por temporada através do mundo, incluindo três prestigiadas séries em Montreal. Ela leva o título de uma das mais importantes orquestras do Canadá.
Desde que foi fundada, a orquestra já gravou mais de 40 CDs, sendo esses vendidos em mais de 50 países. Essas gravações já renderam alguns prêmios à orquestra e ao maestro Turovsky, como o Diapason d'or pela sua gravação da Sinfonia nº14 de Dmitri Shostakovich, em 1998 e o Peguin Guide Rosette de 1992 pelo seus Concerti grossi, opus 6 de Georg Friedrich Handel.
Em dezembro de 1998, o Conseil Québecois de la Musique premiou a orquestra com dois prêmios por Gravação do Ano e Melhor Gravação, graças as gravações contemporâneas de trabalhos de Henryk Górecki, Arvo Pärt e Alfred Schnittke.
Em agosto de 2001, a Revista de Música da BBC trouxe uma matéria sobre o 40.º CD da orquestra, com gravações de obras de Alfred Schnittke, Nikolai Myaskovsky e Edison Denisov. Em abril de 2002 receberam o Juno Award pelo Melhor Álbum Clássico do Ano, após gravar Ginestera, Evangelista e Heitor Villa-Lobos.
Com a dinâmica e direção visionária de Turovsky, que também apresenta-se como violoncelista solo, a orquestra apresentou-se nos maiores halls do mundo, incluindo o Lincoln Center e o Carnegie Hall, em Nova Iorque, o Gewandhaus em Leipzig, o Seiji Ozawa Hall em Tanglewood, o Tonhalle em Zurique, o Palais des Beaux-Arts em Bruxélas, o Kioi Hall em Tóquio e o Conservatório de Música em Luxembrugo, entre outros.